# The EMI Record of Singing

The Record of Singing est la compilation la plus importante de chants classiques et des interprètes du monde de la première moitié du XXe siècle à l'époque des disques 78 tours. 
Ces disques ont été édités par EMI, succédant à la société anglaise His Master's Voice (en abrégé HMV, en français sous le label La voix de son maître), précurseur de l'enregistrement audio.
Cette édition couvre la période des premiers enregistrements, à l'orée du XXe siècle, jusqu'aux derniers disques 78 tours au début des années 1950. Les chanteurs sont classés par école et type de voix : l'école italienne, l'école allemande, l'école française, l'école anglo-américaine et les écoles et les écoles slaves de l'Europe de l'Est. 
Plutôt de retenir les enregistrements connus et largement diffusés partout la collection The Record of Singing laisse une large part aux chanteurs moins connus pour donner un large aperçu des opéras contemporains du monde. Des chanteurs comme Caruso, Chaliapine, Flagstad, Ponselle et La Callas, sont présents avec seulement quelques enregistrements pour chacun.

## Origine
L'idée originale de la série vient du collectionneur Vivian Liff qui choisit les enregistrements dans les deux premiers coffrets essentiellement dans la collection Stuart-Liff, avec les photos des chanteurs. Michael Scott est sollicité pour accompagner d'un commentaire critique (quelques fois controversé), les tomes I et II (voir ci-dessous). Bryan Crimp d'EMI était responsable de la gravure. Keith Hardwick était responsable de la finalisation des deux coffrets.

## Disques micro-sillons
EMI a été édité en vinyle en long enregistrement (LP). 
Le coffret I a été commercialisé la première fois en 1977 avec une réédition en 1982 incluant des corrections sonores de beaucoup d'enregistrements. Le supplément fut disponible en 1982. Le coffret II fut édité en 1979. Les coffrets III et IV furent édités en 1984 et en 1989 respectivement.
L'ensemble comprend 47 disques, les coffrets I, II et III comprenant chacun 13 disques et le coffret IV comprenant seulement 8 disques. (Le projet initial prévoyait probablement 12 disques par coffret, mais le choix des chanteurs dans le coffret I fut l'objet d'une controverse et un disque supplémentaire fut ajouté dans le coffret I. Les coffrets II et III furent après édités avec 13 disques).

## Disques CD
Le coffret III de 10 CD a été réédité en 1999  par Testament sous le titre The EMI Record of Singing Volume III : 1926-1939. On le trouve encore chez les disquaires aujourd'hui.
Le coffret IV a été réédité en 7 CD par EMI Classics sous le titre The Record of Singing Volume IV en 1991. Ce coffret IV n'ayant pas eu le succès commercial escompté, les trois premiers coffrets furent réédités dans un autre format.

## Documentation
La collection a été éditée avec une documentation complète incluant les références des enregistrements originaux et une bibliographie pour chaque chanteur. 
Les deux premiers coffrets étaient accompagnés d'un livre de Michael Scott:
"The Record of Singing" coffret I 1914, Londres, Duckworth, 1977   (ISBN 978-0-7156-1030-5)

"The Record of Singing" coffret II: 1914-1925, Londres, Duckworth, 1979
Ces coffrets furent réédités par Northeastern University Press en 1993,  (ISBN 978-1-55553-163-8)

## The Record of Singing Volume I (1899-1919)
- La voix de castrat : Alessandro Moreschi
- L'ancienne école : Adelina Patti, Emma Albani, Marcella Sembrich
- Melba et les enfants Marchesi : Nellie Melba, Sigrid Arnoldson, Emma Eames, Lillian Blauvelt, Suzanne Adams, Ellen Beach Yaw, Blanche Marchesi

### L'école anglaise
- Les sopranes dramaturges : Agnes Nicholls, Lillian Nordica, Olive Fremstad, Geraldine Farrar, Susan Strong, Zélie de Lussan
- Les contraltos : Louise Homer, Louise Kirkby Lunn, Clara Butt
- Les ténors : Edward Lloyd, Ben Davies, Dan Beddoe, Evan Williams
- Les barytons et les basses : Charles Santley, George Henschel, Harry Plunket Greene, Robert Watkin-Mills, Andrew Black, David Bispham, Emilio de Gogorza, Clarence Whitehill

### L'école française
- Les ténors : Émile Scaremberg, Charles Dalmorès, Lucien Muratore, Charles Rousselière
- Les ténors lyriques : Victor Capoul, Edmond Clément, Adolphe Maréchal, Albert Vaguet
- High Cs et les voix héroïques : Léon Escalaïs, Agustarello Affre, Georges Imbart de la Tour, Albert Alvarez
- Les barytons : Jean Lassalle, Victor Maurel, Maurice Renaud, Henri Albers, Jean Noté, Léon Melchissedec, Lucien Fugère, Gabriel Soulacroix, Jean Perier, Charles Gilibert
- Les basses : Pol Plançon, Édouard De Reszké, Pedro Gailhard,  Jean-François Delmas, Juste Nivette, Hippolyte Belhomme
- Les sopranes dramaturges : Emma Calvé, Felia Litvinne, Aino Ackté, Mary Garden
- Les sopranes lyriques : Julia Guiraudon, Marguerite Carré, Lucette Korsoff, Lise Landouzy, Alice Verlet, Blanche Arral
- Les contraltos : Blanche Deschamps-Jéhin, Marie Delna, Jeanne Gerville-Réache

### L'émergence duvérisme
- L'Italie glorieuse : Mattia Battistini, Antonio Cotogni, Giuseppe Kaschmann, Francesco D'Andrade, Antonio Magini-Coletti, Giuseppe Pacini, Mario Ancona
- Scotti, de Luca et Pini-Corsi : Antonio Scotti, Giuseppe De Luca, Antonio Pini-Corsi
- Le vérisme triomphant : Eugenio Giraldoni, Mario Sammarco, Pasquale Amato, Titta Ruffo
- Les basses : Francesco Navarini, Giovanni Gravina, Andres de Segurola, Adamo Didur
- Les ténors italiens traditionnels : Francesco Marconi, Fernando Valero, Fernando De Lucia, Francesco Vignas, Florencio Constantino
- Les ténors lyriques : Alessandro Bonci, Giuseppe Anselmi, Aristodemo Giorgini, Edoardo Garbin
- Les ténors dramaturges : Francesco Tamagno, Giovanni de Negri, Giuseppe Borgatti, Fiorello Giraud, Amadeo Bassi, Giovanni Zenatello, Antonio Paoli, Enrico Caruso
- Les sopranes 'B.C.' : Ines de Frate, Elena Teodorini, Fanny Torresella, Medea Mei-Figner, Olimpia Boronat, Ada Adini
- Après Cavalleria : Gemma Bellincioni, Angelica Pandolfini, Emma Carelli, Cesira Ferrani, Lina Cavalieri, Rosina Storchio, Salomea Krusceniski, Teresa Arkel, Amelia Pinto, Janina Korolewicz-Wayda
- Quatre sopranes dramaturges : Maria de Macchi, Eugenia Burzio, Giannina Russ, Celestina Boninsegna
- Tetrazzini et quelques coloraturas : Luisa Tetrazzini, Regina Pacini, Josefina Huguet, Maria Galvany
- Les contraltos italiens : Guerrina Fabbri, Eugenia Mantelli, Armida Paris-Pettinella, Maria Gay

### L'école germanique et Wagner
- Les exemples d'enregistrement : Irene Abendroth, Margarethe Siems, Erika Wedekind, Hermine Bosetti, Marie Gutheil-Schoder, Hedwig Francillo-Kaufmann, Gertrude Förstel, Frieda Hempel, Selma Kurz
- Lilli Lehmann : Lilli Lehmann
- Les sopranes de l'école de Bayreuth : Sophie Sedlmair, Pelagie Greef-Andriessen, Hatharina Senger-Bettaque, Ellen Gulbranson, Thila Plaichinger, Anna Bahr-Mildenburg, Katharine Fleischer-Edel, Felice Kaschowska, Lucie Weidt
- Gadski et Destinn : Johanna Gadski, Emmy Destinn
- Les contraltos : Marianne Brandt, Ernestine Schumann-Heink, Rosa Olitzka, Edyth Walker, Margarete Matzenauer
- Heldentenors : Hermann Winkelmann, Erik Schmedes, Ernest van Dyck, Andreas Dippel, Heinrich Knote, Karel Burrian, Alfred von Bary, Wilhelm Herold, Jacques Urlus, Leo Slezak, Karl Jörn
- Les chanteurs de lied : Gustav Walter, Felix Senius
- Les barytons et les basses : Karl Scheidemantel, Baptist Hoffmann, Anton van Rooy, Theodor Bertram, Leon Rains, Leopold Demuth, Wilhelm Hesch

### Les chanteurs de la Russie impériale
Les sopranes et les contraltos : Natalia Youjina, Antonina Nejdanova, Marie Michaïlova, Alma Fohrström, Nina Friede, Eugenia Zboujeva, Anastasia Vialtzeva
Les ténors, barytons et les basses : Nikolaï Figner, Ivan Erchov, Leonid Sobinov, Andreï Labinsky, Alexandre Davidov, Ivan Altchevsky, Tadeusz Leliva, Joachim Tartakov, Nikolaï Chevelev, Waclav Brzezinski, Lev Sibiriakov, Vladimir Kastorsky, Fédor Chaliapine

### Supplément
Felia Litvinne, Georgette Bréjean-Silver, Léon Lafitte, Meyrianne Héglon, Gemma Bellincioni, Elisa Bruno, Alice Cucini, Mario Gilion, Francesco Maria Bonini, Giuseppe De Luca, Enrico Nani, Vittorio Arimondi, Oreste Luppi, Nazzareno de Angelis, Elise Elizza, Marie Dietrich, Minnie Nast, Marie Götze, Wilhelm Grüning, John Forsell

## The Record of Singing Volume II (1914-1925)

### Les chants russes et révolutionnaires
- Chaliapine : Fédor Chaliapine (1873-1938), Georges Baklanoff (1880-1938), Alexandre Braguine (1881-1955), Ivan Grizounov (1897-1919), Ivan Ivantzov (c.1880-?)
- Smirnov : Dmitri Smirnov (1881-1944)
- Kouznetsova à Koshetz : Maria Kouznetsova (1880-1966), Marianne Tcherkasskaya (1884-1919), Nina Koshetz (1894-1965)
- Deux coloraturas : Lydia Lipkowska (1880-1955), Eugenia Bronskaya (1882-1953)
- Les contraltos : Elisaveta Petrenko (1880-1951), Vera Petrova-Zvanceva (1875-1944), Klavdia Tougarinova (1877-?)

### La tradition française
- Franz, Ansseau and Fontaine : Paul Franz (1876-1950), Fernand Ansseau (1890-1972), Charles Fontaine (24 mai 1878 - 8 juin 1955)
- Quintet de ténors lyriques : David Devriès (1881-1936), Fernand Francell (1886-1966), Charles Friant (1890-1947), Louis Cazette (1887-1922), René Lapelletrie (1884-?)
- Les barytons d'opéras : Dinh Gilly (1877-1940), Louis Lestelly (1877-1936)
- Journet et les Basses : Marcel Journet (1867-1933), Hector Dufranne (1870-1951), Paul Payan (1878-1959)
- Les acteurs chanteurs : Jean-Émile Vanni-Marcoux (1877-1962), Jean Aquistapace (1888-1952), Alfred Maguenat (c. 1880-?), Armand Crabbé (1883-1947)
- Les contraltos : Suzanne Brohly(1882-1943), Marie Charbonnel (1880-1969), Jacqueline Royer (1875-?)
- Les sopranes internationales : Marie-Louise Edvina (1880-1948), Marthe Chenal (1881-1947), Geneviève Vix (1879-1939), Yvonne Gall (1885-1972), Fanny Heldy (1888-1973)
- Les sopranes lyriques à l'opéra comique : Marguerite Merentie (1880-?), Aline Vallandri (1878-1952), Zina Brozia (1880-?)
- Un trio de chanteurs concertistes : Gabrielle Ritter-Ciampi (1986-1974), Berthe Auguez de Montalant (1868-?), Georgette Leblanc-Maeterlinck (1860-1941)

### L'âge d'or duvérisme
Le Duse du chant: Claudia Muzio (1889-1936)
Raisa et quelques sopranes dramaturges : Rosa Raisa (1892-1963), Elena Ruszkowska (1878-1948), Maria Labia (1880-1953), Adelina Agostinelli (1880-1954), Ester Mazzoleni (1882-?)
Les sopranes Verismo : Tina Poli-Randaccio (1887-1956), Carmen Melis (1885-1967), Juanita Caracciolo (1890-1924), Gilda dalla Rizza (1882-1975)
Galli-Curci et les coloraturas : Amelita Galli-Curci (1882-1963), Maria Barrientos (1883-I946), Graziella Pareto (1889-1975), Elvira de Hidalgo (1892-1980), Lucrezia Bori (1887-1960)
Les contraltos italiennes: Gabriella Besanzoni (1890-1962), Fanny Anitua (1887-1968), Luisa Bertana (1898-1933)
Les ténors lyriques: Tito Schipa (1889-1965), Fernando Carpi (1876-1959)
La tradition et les ténors italiens: Beniamino Gigli (1890-1957), Hipolito Lázaro (1887-1974), Miguel Fleta (1893-1938), Giulio Crimi (1885-1939), Ulysses Lappas (1881-1971)
Quatre ténors dramaturge : Bernardo de Muro (1881-1955), Edoardo Ferrari-Fontana (1878-1936), Icilio Calleja (1882-1941), Giovanni Martinelli (1885-1969)
Les principaux barytons : Giuseppe De Luca (1870-1950), Riccardo Stracciari (1875-1955), Domenico Viglione-Borchese (1877-1957), Renato Zanelli (1892-1935), Emili Sagi i Barba (1875-1949)
Mardones: José Mardones (1869-1939)

### Les chanteurs anglophones
Alda et Mason : Frances Alda (1883-1952), Edith Mason (1893-1973)
American Concert Sopranos : Alma Gluck (1884-I938), Hulda Lashanska (1893-1974), Anna Case (1889-?), Éva Gauthier (1885-1958)
Les sopranes lyriques américaines : Anna Fitziu (1888-1967), Carolina White (1886-1961), Lucille Marcel (1887-1921), Julia Heinrich (1880-1919), Marguerite Namara (1888-1977)
Les chanteurs Gramophone : Eleanor Jones-Hudson (1874-1946), Ruth Vincent (1877-1955), Lucy Isabelle Marsh (1878-1956), Olive Kline (1885-1976)
Un quartet de coloraturas : Evelyn Scotney (1886-1967), Mabel Garrison (1886-1963), Florence Macbeth (1891-1966), Luella Paikin (1900-?)
Les sopranes lyriques anglaises : Maud Perceval Allen (1880-1955), Rosina Buckman (1880-1948)
Miura and Bryhn-Langard : Tamaki Miura (1884-1946), Borghild Bryhn-Langard (1883-1939)
Ponselle et Easton : Rosa Ponselle (1897-?), Florence Easton (1882-1955)
Les contraltos : Carmen Hill (1883-?), Leila Megane (1891-1960), Carolina Lazzari (1891-1946), Edna Thornton (1875-1958), Sophie Braslau (1892-1935), Eleonora de Cisneros (1878-1934)
Un quartet de ténors américains : Riccardo Martin (1874-1952), Orville Harrold (1878-1933), Charles Hackett (1887-1941), Mario Chamlee (1892-1966)
Un trio d'origine britannique : Edward Johnson (ténor) (en) (1878-1959) (né en réalité au Canada), Alfred Piccaver (1883-1958), Joseph Hislop (1884-1977)
High Cs et les voix héroïques : John O'Sullivan (1878-1948), Frank Mullings (1881-1953)
La Ballad and la tradition d'oratorio : John Coates (en) (1865-1941), Gervase Elwes (1866-1921), Walter Hyde (1875-1951), Paul Reimers (1877-1942)
McCormack : John McCormack (1884-1945)
Les barytons et les basses : Reinald Werrenrath (1883-1953), Peter Dawson (1882-1961), Horace Stevens (1876-1954), Malcolm McEachern (1883-1945)

### Le style germanique en évolution
Les sopranes lyriques : Eva von der Osten (1881-1936), Luise Perard-Petzl (1884-1936), Zinaida Jurjevskaya (1896-1925), Elisabeth Rethberg (1894-1976), Grete Stückgold (1895-1977)
Les sopranes lyrico-dramatiques : Elsa Bland (1880-1935), Lily Hafgren-Dinkela (1884-1965), Barbara Kemp (1881-1959), Charlotte von Seebök (1886-1952)
Les sopranes dramaturges : Melanie Kurt (1880-1941), Berta Morena (1878-1952), Helene Wildbrunn (1882-1972), Gertrude Bindernagel (1894-1932), Gertrud Kappel (1884-1971), Frida Leider (1888-1975)
Schumann: Elisabeth Schumann (1888-1952), Berta Kiurina (1881-1933), Lola Artôt de Padilla (1880-1933), Claire Dux (1885-1967), Vera Schwarz (1884-1964), Maria Ivogün (1891-1987)
Jeritza et Lehmann: Maria Jeritza (1887-1982), Lotte Lehmann (1888-1976)
Cinq contraltos: Margarethe Arndt-Ober (1885-1971), Ottilie Metzger (1878-1943), Ankar Horvat (1888- c.1921), Sabine Kalter (1889-1957), Emmi Leisner 1885-1958)
Les grands chanteurs de lieder : Elena Gerhardt (1883-1961), Julia Culp (1880-1970)
Les barytons : Julius von Raatz-Brockmann (1870-1944), Friedrich Broderson (1873-1926), Heinrich Rehkemper (1894-1949), Hans Duhan (1890-1971), Hermann Weil (1876-1949), Cornelis Bronsgeest (1878-1957), Joseph Groenen (1885-1959), Joseph Schwarz (1880-1926)
Les basses: Michael Bohnen (1887-1965), Paul Bender (1875-1947), Richard Mayr (1877-1935), Walter Soomier (1878-1955), Carl Braun (1886-1960), Alexander Kipnis (1891-1978)
Tauber et les ténors lyriques : Richard Tauber (1891-1948), Alexander Kirchner (1876-1948), Johannes Sembach (1881-1944), Herman Jadlowker (1877-1953)
Les ténors d'Europe de l'Est : Ottokar Marak (1872-1939), Icnacy Dygas (1881-1955), Joseph Mann (1883-1921), Tino Pattiera (1890-1966)
Heldentenors: Richard Schubert (1885-1969), Walter Kirchhoff (1879-1951), Lauritz Melchior (1890-1973)

## The Record of Singing Volume III (1926-1939)

### L'école allemande
Lauritz Melchior, Max Lorenz, Franz Völker, Helge Rosvaenge, Torsten Ralf, Richard Tauber, Marcel Wittrisch, Herbert Ernst Groh, Joseph Schmidt, Julius Patzak, Karl Erb (de), Leo Slezak, Gerhard Hüsch, Heinrich Schlusnus, Herbert Janssen, Willi Domgraf-Fassbaender, Karl Hammes, Rudolf Bockelmann, Friedrich Schorr, Hans Hermann Nissen, Alfred Jerger, Leo Schützendorf, Wilhelm Strienz, Ivar Andresen, Alexander Kipnis
Sigrid Onégin, Karin Branzell, Kerstin Thorborg, Maria Olczewska, Margarete Klose, Rosette Anday, Marta Fuchs, Elena Gerhardt, Lula Mysz-Gmeiner, Jo Vincent, Ria Ginster, Ursula van Diemen, Elisabeth Schumann, Lotte Schöne, Fritzi Jokl, Adele Kern, Miliza Korjus, Erna Berger, Emmy Bettendorf, Felicie Hüni-Mihacsek, Margherita Perras, Luise Helletsgruber, Meta Seinemeyer, Margarete Teschemacher, Delia Reinhardt, Tiana Lemnitz, Maria Cebotari, Elisabeth Rethberg, Rose Pauly, Göta Ljungberg, Lotte Lehmann, Maria Müller, Maria Nemeth, Elisabeth Ohms, Nanny Larsén-Todsen, Frida Leider, Kirsten Flagstad

### L'école italienne
Conchita Supervía, Gianna Pederzini, Irene Minghini-Cattaneo, Ebe Stignani, Florica Christoforeanu, Pia Tassinari, Giannina Arangi-Lombardi, Bianca Scacciati, Dusolina Giannini, Maria Caniglia, Lina Bruna Rasa, Gina Cigna, Iva Pacetti, Margaret Sheridan, Rosetta Pampanini, Claudia Muzio, Hina Spani, Maria Farneti, Maria Zamboni, Mafalda Favero, Licia Albanese, Magda Olivero, Bidu Sayao, Conchita Badía, Adelaide Saraceni, Mercedes Capsir, Toti Dal Monte, Lina Pagliughi
Ezio Pinza, Tancredi Pasero, Nazzareno de Angelis, Salvatore Baccaloni, Afro Poli, Mariano Stabile, Mario Basiola, Apollo Granforte, Cesare Formichi, Carlo Galeffi, Benvenuto Franci, Giovanni Inghilleri, Carlo Tagliabue, Riccardo Stracciari, Dino Borgioli, Enzo de Muro Lomanto, Tito Schipa, Tino Folgar, Luigi Fort, Alessandro Ziliani, Galliano Masini, Francesco Merli, Renato Zanelli, Beniamino Gigli, Jussi Björling, Antonio Cortis, Giacomo Lauri-Volpi, Aureliano Pertile

### L'école française
Lily Pons, Leïla Ben Sedira, Emma Luart, Germaine Feraldy, Eidé Norena, Ninon Vallin, Povla Frijsh, Jane Bathori, Madeleine Grey, Germaine Martinelli, Suzanne Cesbron-Viseur, Suzanne Balguerie, Germaine Lubin, Germaine Cernay, Claire Croiza, Alice Raveau.
Georges Thill, René Maison, José Luccioni, César Vezzani, René Verdière, Gaston Micheletti, Miguel Villabella, André d'Arkor, Giuseppe Lugo, Joseph Rogatchewsky, Jean Planel, Charles Panzéra, Pierre Bernac, Martial Singher, Roger Bourdin, Arthur Endrèze, Robert Couzinou, André Balbon, Lucien Fugère, Jean-Émile Vanni-Marcoux, Yvonne Printemps, Reynaldo Hahn.

### L'école anglo-américaine
Lawrence Tibbett, John Charles Thomas, Dennis Noble, John Brownlee (en), Harold Williams, Peter Dawson, John McCormack, Roland Hayes, Charles Kullman, Heddle Nash, Thomas Burke, Richard Crooks, Walter Widdop, Norman Allin
Marguerite d'Alvarez, Madame Charles Cahier, Muriel Brunskill, Clara Butt, Marian Anderson, Susan Metcalfe-Casals, Grace Moore, Gladys Swarthout, Ina Souez, Maggie Teyte, Isobel Baillie, Dora Labbette, Joan Cross, Florence Easton, Rosa Ponselle, Marjorie Lawrence, Eva Turner, Florence Austral

### L'école slave et des pays de l'Est
Jarmila Novotná, Nathalie Vechor, Ada Nordenova, Maria Kurenko, Xenia Belmas, Ada Sari, Oda Slobodskaya, Marta Krásová, Mária Basilides, Mark Reizen, Fedor Chaliapine, Imry Palló, Vladimir Rosing, Sergueï Lemechev

## The Record of Singing Volume IV (1939 à la fin des disques 78 tours, vers 1955)

### L'école anglo-américaine
Margaret Ritchie, Gwen Catley, Dorothy Kirsten, Florence Quartararo, Elsie Houston, Eleanor Steber, Maggie Teyte, Dorothy Maynor, Joan Hammond, Astrid Varnay, Helen Traubel, Rose Bampton, Blanche Thebom, Jennie Tourel, Flora Nielsen, Gladys Ripley, Kathleen Ferrier, David Lloyd, Webster Booth, Peter Pears, Jan Peerce, Walter Midgley, James Johnston, Richard Tucker, Alfred Deller, Robert Irwin, Frederick Fuller, Igor Gorin, Mack Harrell, Leonard Warren, Robert Merrill, Norman Walker, George London, Oscar Natzka

### L'école française
Mado Robin, Martha Angelici, Irène Joachim, Géori Boué, Ginette Guillamat, Renée Doria,  Victoria de los Ángeles, Suzanne Danco, Suzanne Juyol, Írma Kolássi, Solange Michel, Hélène Bouvier, Rita Gorr, Hugues Cuénod, Raoul Jobin, Pierre Bernac, Camille Maurane, Gérard Souzay

### L'école allemande
Elisabeth Schumann, Erika Köth, Maria Stader, Elisabeth Schwarzkopf, Irmgard Seefried, Maria Reining, Elisabeth Grümmer, Sena Jurinac, Ljuba Welitsch, Gré Brouwenstijn, Leonie Rysanek, Inge Borkh, Friedel Beckmann, Hilde Konetzni, Elisabeth Höngen, Hugo Meyer Welfing, Anton Dermota, Walther Ludwig, Julius Patzak, Peter Anders, Rudolf Schock, Dietrich Fischer-Dieskau, Karl Schmitt-Walter, Erich Kunz, Marko Rothmuller, Paul Schöffler, Hans Hotter, Ludwig Weber, Josef Herrmann, Theo Herrmann, Gottlob Frick

### L'école scandinave
Kirsten Flagstad, Lorri Lail, Gjurgja Leppée, Aksel Schiøtz, Stefán Íslandi, Nicolai Gedda, Jussi Björling, Hugo Hasslo, Bernhard Sönnerstedt, Joel Berglund, Kim Borg

### Les écoles russes et slaves
Mascia Predit, Zara Dolukhanova, Claudia Novikova, Nadejda Oboukhova, Gueorgui Vinogradov, Ivan Jadan, Gueorgui Nelepp, Beno Blachut, Ivan Kozlovsky, Pavel Lisitsian, Andreï Ivanov, Boris Christoff, Mark Reizen, Boris Gmyria, Endre Koréh

### L'école italienne
Ferruccio Tagliavini, Beniamino Gigli, Giuseppe di Stefano, Luigi Infantino, Giovanni Malipiero, Giacinto Prandelli, Mario del Monaco, Paolo Silveri, Tito Gobbi, Giuseppe Valdengo, Giampiero Malaspina, Gino Bechi, Raffaele Arié, Nicola Rossi-Lemeni, Tancredi Pasero, Cloe Elmo, Giulietta Simionato, Fedora Barbieri, Ebe Stignani, Alda Noni, Elena Arizmendi, Margherita Carosio, Magda László, Alba Anzellotti, Gabriella Gatti, Renata Tebaldi, Sara Scuderi, Margherita Grandi, Zinka Milanov, Maria Callas

## Un écrit de Vivian Liff
Je me suis résigné à ce que la compilation de "The Record of Singing" soit attribuée à Michael Scott ou Keith Hardwick. Le coffret II dans sa version micro-sillon question donne un bon aperçu de cette entreprise qui fut à l'origine mon idée et dont les  enregistrements des deux premiers coffrets de CD ont été choisis par moi. Il faut également dire que la quasi-totalité des enregistrements utilisés dans ces coffrets proviennent de la collection Stuart-Liff et les photos des livres les accompagnant. On m'a demandé d'écrire ces livres, mais l'effort de compilation, de transfert et de d'enregistrement par Michael Scott (je suppose devraient être invités aussi à écrire les livres) et Bryan Crimp, le maître du transfert chez EMI, occupaient chacun de mes moments disponibles. 
Les quelques critiques des deux premiers coffrets me donnent crédit. Il y eut un long article avec photos dans le numéro d'août 1978 de la revue américaine 'Opera News' à propos des collections Stuart-Liff avec une mention spéciale à l'édition 'Record of Singing'. Dale Harris écrivant à propos des quatre coffrets dans la même revue une dizaine d'années plus tard, donne son avis avec tous ses compliments pour mon travail. Toutefois, ces innombrables enregistrements ont été inconnus et ignorés de tous. Ces enregistrements ont été réalisés par moi pour donner à Michael une meilleure connaissance des chanteurs sur lesquels il écrivait, dont pour beaucoup, il n'en avait jamais auparavant entendu parler. Ses articles souvent très critiques sur beaucoup de mes chanteurs favoris, ne se recoupaient pas avec ceux de certains autres commentateurs. Les écrits controversés de Michael ont certainement encouragé les lecteurs à se reporter aux enregistrements.
La sortie de l'apparition du coffret I fut à l'origine d'une mauvaise surprise quand on a découvert que de nombreuses parties avaient été transférées à la mauvaise vitesse. Nous ignorions Michael et moi, que Bryan Crimp était alors gravement malade et nous n'avions pas reçu la pré-version avec laquelle les défauts les plus graves eussent été corrigés. En fait, les premiers coffret vendus, auraient dû être retirés et l'argent remboursé aux clients. Malheureusement, cela n'a pas été fait même si une autre édition microsillon corrigée fut éditée un an ou deux plus tard. Ce fut probablement pour faire oublier les difficultés causées par les premières ventes.
Peu de temps après la sortie du deuxième coffret, nous avons déménagé d'Angleterre pour l'île de Man et la collection Stuart-Liff fut vendue. Keith Hardwick reprit le projet pour finaliser la collection de coffrets à propos je ne peux pas en dire grand chose. Bien que ma relation avec Keith soit restée amicale jusqu'à sa mort, Keith avait une forte inamitié envers Michael Scott avec qui il se sentait incapable de collaborer et par conséquent tous ses amis. Malheureusement, aujourd'hui, les deux premiers coffrets attendent encore leur transfert sur CD.
Vivian Liff. le 2 mars 2006